# Yasmany López
Yasmany López Escalante (Morón, 11 ottobre 1987) è un calciatore cubano, centrocampista svincolato.

## Carriera

### Nazionale
Ha esordito in Nazionale nel 2013.

## Controversie
In occasione della Gold Cup 2019 ha lasciato il ritiro della selezione cubana per cercare fortuna all'estero.